# Eurepa woortooa
Eurepa woortooa är en insektsart som beskrevs av Otte, D. och R.D. Alexander 1983. Eurepa woortooa ingår i släktet Eurepa och familjen syrsor. Inga underarter finns listade i Catalogue of Life.